# Championnat de Belgique féminin de football 2020-2021
Navigation
Super League 2019-2020 Super League 2021-2022
La saison 2020-2021 Super League belge de football féminin est la 50e édition de la première division belge, et la 6e Super League, après la fin de la BeNeLeague.

## Fonctionnement
Cette saison, quatre nouveaux clubs rejoignent le premier échelon national de football féminin belge. Ce qui porte le nombre à 10 équipes.
Après une saison régulière avec des matchs aller et retour, du 28 août 2020 au 27 mars 2021 (soit 18 journées), les 5 premières équipes et les 5 dernières équipes forment deux playoffs (les playoffs 1 et 2) où elles s'affrontent avec la moitié des points acquis en saison régulière. Chaque journée, une équipe sera au repos, pour un total de 8 journées soit 26 journées au total.

## Promotions, relégations et qualifications
L'organisateur a décidé, afin de permettre aux équipes de se solidifier, de ne pas reléguer d'équipes pour les trois prochaines saisons.
Les championnes de D1 belge féminine pourront êtres promues si elles obtiennent leur licence.
Les championnes de Super League se qualifieront pour la phase de qualification de la Ligue des champions féminine de l'UEFA 2021-2022.

## Liste des clubs
Quatre nouvelles équipes sont promues en Super League : Eendracht Alost Ladies, Football Club Fémina White Star Woluwé, SV Zulte Waregem et Royal Charleroi Sporting Club. Le championnat passe donc de six à dix équipes.
| \| Standard de Liège Anderlecht La Gantoise Ladies Genk OH Louvain Bruges Alost Woluwé Charleroi Zulte Waregem \| |
| Standard de Liège Anderlecht La Gantoise Ladies Genk OH Louvain Bruges Alost Woluwé Charleroi Zulte Waregem       |

| Nom du club                            | Entraîneur           | Stade                             | Capacité | Nbre titres/Coupes |
| -------------------------------------- | -------------------- | --------------------------------- | -------- | ------------------ |
| Standard de Liège                      | Hamide Lamara        | Académie Robert Louis-Dreyfus     | 800      | 20/8               |
| RSC Anderlecht                         | Patrick Wachel       | Centre National Tubize            | 1 000    | 5/10               |
| KAA La Gantoise                        | Dave Mattheus        | Stade PGB                         | 2 500    | -/2                |
| KRC Genk Ladies                        | Luc Verstraeten      | Luminus Arena, terrain B          | 1 000    | -/-                |
| Oud-Heverlee Louvain                   | Jimmy Coenraets      | Gemeentelijk Sportstadion         | 3 300    | -/-                |
| Club Bruges                            | Leo Van Der Elst     | Stade Jan-Breydel, terrain annexe | 1 000    | -/-                |
| Eendracht Alost Ladies                 | Dirk Decoene         | JeugdComplex Zandberg             | 4 500    |                    |
| Football Club Fémina White Star Woluwé | Audrey Demoustier    | Complexe Stade Fallon             | 3 165    |                    |
| Royal Charleroi Sporting Club          | Tiziano Rutilo       | Complexe de Marcinelle            |          |                    |
| SV Zulte Waregem                       | Jean-Marie Saeremans | Gemeentelijk Sportstadion Zulte   |          |                    |

## Compétition

### Saison régulière
| Rang | Équipe                          | Pts | J  | G  | N | P  | Bp | Bc | Diff |
| ---- | ------------------------------- | --- | -- | -- | - | -- | -- | -- | ---- |
| 1    | RSC Anderlecht T                | 51  | 18 | 17 | 0 | 1  | 95 | 5  | +90  |
| 2    | Standard de Liège               | 42  | 18 | 14 | 0 | 4  | 46 | 19 | +27  |
| 3    | AA Gand Ladies                  | 34  | 18 | 11 | 1 | 6  | 40 | 20 | +20  |
| 4    | OHL                             | 34  | 18 | 11 | 1 | 6  | 38 | 31 | +7   |
| 5    | Club Bruges                     | 26  | 18 | 8  | 2 | 8  | 31 | 34 | -3   |
| 6    | KRC Genk Ladies                 | 20  | 18 | 6  | 2 | 10 | 26 | 40 | -14  |
| 7    | Fémina White Star P             | 18  | 18 | 4  | 6 | 8  | 18 | 30 | -12  |
| 8    | Eendracht Alost Ladies P        | 15  | 18 | 4  | 3 | 11 | 18 | 42 | -24  |
| 9    | SV Zulte Waregem P              | 13  | 18 | 3  | 4 | 11 | 15 | 45 | -30  |
| 10   | Royal Charleroi Sporting Club P | 6   | 18 | 1  | 3 | 14 | 7  | 68 | -61  |

| Légende : | Légende : |
| --------- | --- |
|           | Équipes qualifiées pour les play-offs |
|           | T : Tenant du titre P : Promu Pts points ; G victoires ; N match nuls ; P défaites Bp buts marqués ; Bc buts encaissés ; Diff différence de buts |

### Play-offs 1
| Rang | Équipe            | Pts | J | G | N | P | Bp | Bc | Diff |
| ---- | ----------------- | --- | - | - | - | - | -- | -- | ---- |
| 1    | RSC Anderlecht T  | 40  | 6 | 4 | 2 | 0 | 19 | 4  | +15  |
| 2    | OHL               | 36  | 8 | 6 | 1 | 1 | 17 | 7  | +10  |
| 3    | AA Gand Ladies    | 29  | 7 | 4 | 0 | 3 | 11 | 13 | -2   |
| 4    | Standard de Liège | 24  | 8 | 1 | 0 | 7 | 10 | 28 | -18  |
| 5    | Club Bruges       | 17  | 7 | 1 | 1 | 5 | 11 | 16 | -5   |

| Légende : | Légende : |
| --------- | --- |
|           | Champion |
|           | T : Tenant du titre Pts points ; G victoires ; N match nuls ; P défaites Bp buts marqués ; Bc buts encaissés ; Diff différence de buts |

### Play-offs 2
| Rang | Équipe                          | Pts | J | G | N | P | Bp | Bc | Diff |
| ---- | ------------------------------- | --- | - | - | - | - | -- | -- | ---- |
| 1    | Eendracht Alost Ladies P        | 24  | 8 | 5 | 1 | 2 | 19 | 13 | +6   |
| 2    | KRC Genk Ladies                 | 24  | 8 | 4 | 2 | 2 | 17 | 15 | +2   |
| 3    | SV Zulte Waregem P              | 23  | 8 | 5 | 1 | 2 | 13 | 8  | +5   |
| 4    | Royal Charleroi Sporting Club P | 12  | 8 | 3 | 0 | 5 | 9  | 11 | -2   |
| 5    | Fémina White Star P             | 12  | 8 | 1 | 0 | 7 | 6  | 17 | -11  |

| Légende : | Légende : |
| --------- | --- |
|           | P : Promu Pts points ; G victoires ; N match nuls ; P défaites Bp buts marqués ; Bc buts encaissés ; Diff différence de buts |

## Statistiques

### Meilleures buteuses
| Rg | Joueuse            | Club              | Nb de buts |
| -- | ------------------ | ----------------- | ---------- |
| 1. | Tessa Wullaert     | RSC Anderlecht    | 38         |
| 2. | Tine De Caigny     | RSC Anderlecht    | 22         |
| 3. | Marie Minnaert     | Club Bruges       | 11         |
| 3. | Sanne Schoenmakers | Standard de Liège | 11         |
| 5. | Gwen Duijsters     | KRC Genk Ladies   | 10         |

| Rg | Joueuse           | Club                 | Nb de buts |
| -- | ----------------- | -------------------- | ---------- |
| 1. | Tessa Wullaert    | RSC Anderlecht       | 8          |
| 2. | Marie Detruyer    | Oud-Heverlee Louvain | 4          |
| 2. | Charlotte Laridon | Club Bruges          | 4          |
| 2. | Lobke Loonen      | KRC Genk Ladies      | 4          |
| 2. | Marie Minnaert    | Club Bruges          | 4          |
| 2. | Elke van Gorp     | RSC Anderlecht       | 4          |

Mise à jour le 4 juin 2021.